# 福束新田
福束新田（ふくづかしんでん）は、かつて岐阜県安八郡に存在した村である。
現在の安八郡輪之内町の西部に該当し、揖斐川沿いの村である。
江戸時代初期、安八郡福束村（現・輪之内町福束）の南を開発して出来た新田である。

## 歴史
- 1875年（明治8年）1月 - 下大榑村、下大榑新田、福束新田、藻池新田、中郷新田、海松新田が合併し、福合村となる。
- 1881年（明治14年）12月8日 - 福合村が分割され、下大榑村、下大榑新田、福束新田、藻池新田、中郷新田、海松新田となる。
- 1889年（明治22年）7月1日 - 町村制施行により、福束新田が発足。
- 1897年（明治30年）4月1日 - 松内村、下大榑村、下大榑新田、中郷新田、藻池新田、大吉新田、海松新田と合併し、仁木村が発足。同日福束新田廃止。